# Guillermo Pinchón
San Guillermo Pinchón (Saint-Alban, c. 1184 - Saint-Brieuc, 1234), prelado francés.
En 1220 fue nombrado obispo de Saint Brieuc y en el desempeño de este cargo dio grandes pruebas de energía, excomulgando a Pedro Mauclerc, por lo que fue desterrado de su diócesis. La corte de Roma salió a su defensa y antes de tres años volvió a ocupar su silla.
Inocencio IV le canonizó en 1247 y se celebra su fiesta el 29 de julio.